# Station Plumpton
Plumpton is een spoorwegstation van National Rail in Plumpton, Lewes in Engeland. Het station is eigendom van Network Rail en wordt beheerd door Southern. 

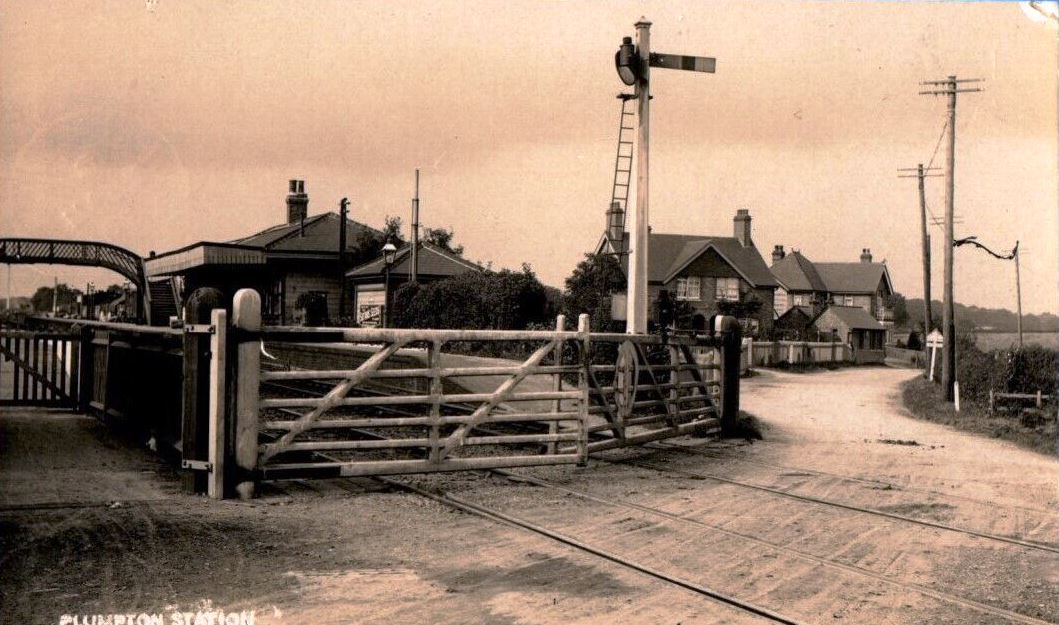
Station Plumpton, circa 1910